# 天城町

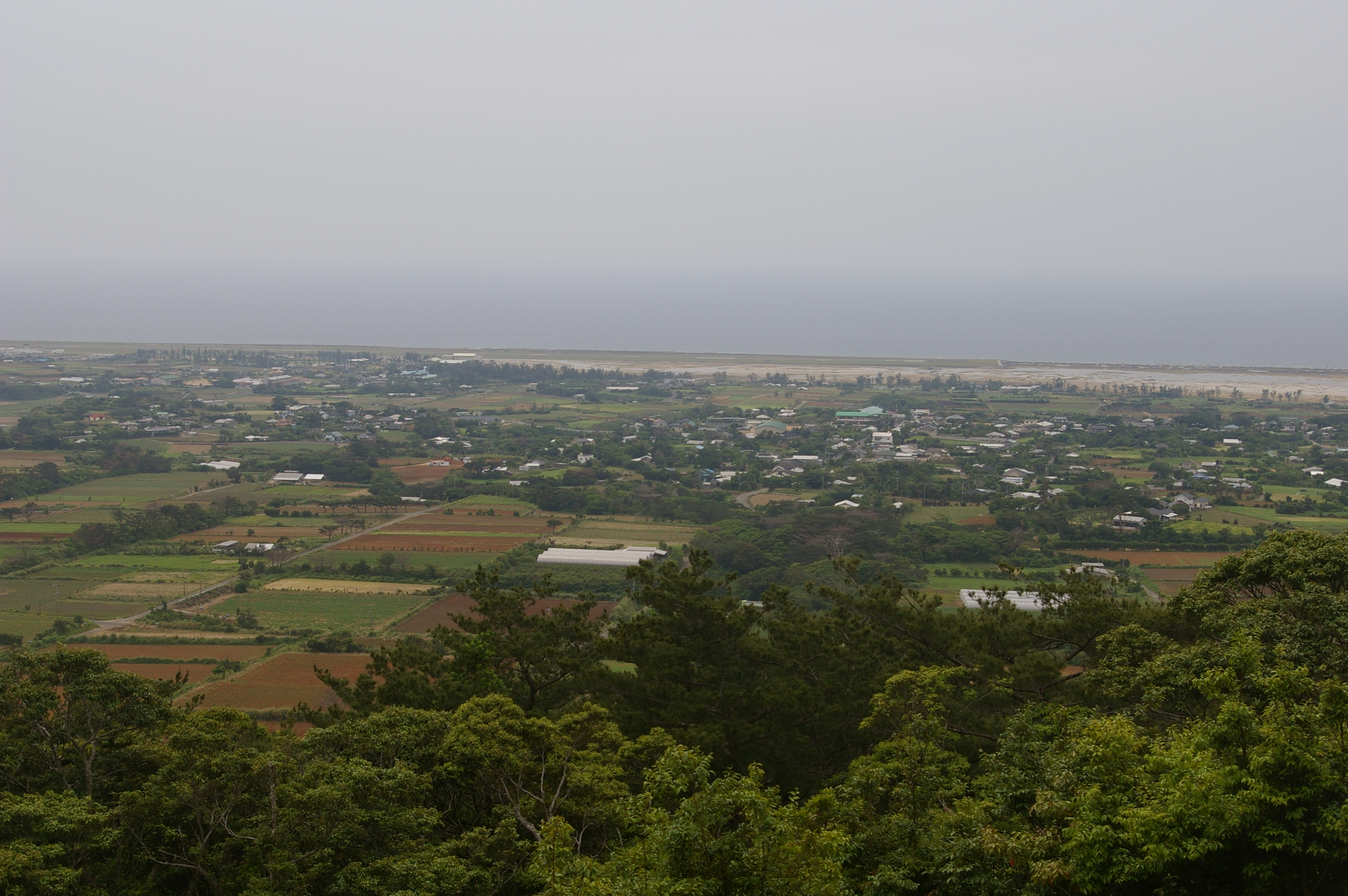
前野展望台より天城町の岡前と徳之島空港を望む

天城町（あまぎちょう）は、鹿児島県の南西諸島、奄美群島の徳之島に3つある町の1つ。同島の北西部に位置する。大島郡に属し、奄美群島振興開発特別措置法の適用区域にあたる。
気候風土など、徳之島全域にかかわる事柄については徳之島の項目を参照のこと。

## 地理
徳之島の北西部を行政区域とする。徳之島町との境にあり、元々はアメキウデー（雨気岳）と呼ばれていた天城岳が町名の由来とされている。
- 山：天城岳・三方通岳（さそんつじだけ）・美名田山・寝姿山

### 隣接市町村
- 大島郡 徳之島町・伊仙町[1]

### 地名
- 浅間（あさま）
- 天城（あまぎ） - 旧称・阿布木名。改称時期不明。
- 大津川（おおつかわ）
- 岡前（おかぜん）
- 兼久（かねく）
- 瀬滝（せたき）
- 当部（とうべ）
- 西阿木名（にしあぎな）
- 平土野（へとの） - 後から成立した大字。成立時期不明。
- 松原（まつばら）
- 与名間（よなま）

## 歴史

### 近現代
- 1908年4月1日 島嶼町村制度が施行され、阿布木名方と山方が合併して、天城村が発足。
- 1916年5月20日 村域の一部を分割し、東天城村が発足[1]。
- 1946年7月1日 アメリカ合衆国（琉球列島米国民政府）の支配下におかれる。
- 1953年12月25日 徳之島の本土復帰により再び日本国に属する。
- 1961年1月1日 天城村が町制施行。天城町となる[1]。

## 行政
- 町長：森田弘光

### 町の行政機関
- 天城町役場

### 消防
- 徳之島地区消防組合消防本部
  - 天城分遣所

## 産業
- 主要農産品：サトウキビ、肉用牛、バレイショ、サトイモ、マンゴー、タンカン

### 人口
| |                                        |  |
| 天城町と全国の年齢別人口分布（2005年） | 天城町の年齢・男女別人口分布（2005年） |  |
| ■紫色 ― 天城町 ■緑色 ― 日本全国 | ■青色 ― 男性 ■赤色 ― 女性              |  |
| 天城町（に相当する地域）の人口の推移 \| 1970年（昭和45年） \| 9,822人 \| \| \| 1975年（昭和50年） \| 9,153人 \| \| \| 1980年（昭和55年） \| 8,775人 \| \| \| 1985年（昭和60年） \| 8,485人 \| \| \| 1990年（平成2年） \| 7,874人 \| \| \| 1995年（平成7年） \| 7,365人 \| \| \| 2000年（平成12年） \| 7,212人 \| \| \| 2005年（平成17年） \| 7,020人 \| \| \| 2010年（平成22年） \| 6,653人 \| \| \| 2015年（平成27年） \| 5,975人 \| \| \| 2020年（令和2年） \| 5,517人 \| \| |                                        |  |
| 総務省統計局 国勢調査より |                                        |  |
| 1970年（昭和45年） | 9,822人                                |  |
| 1975年（昭和50年） | 9,153人                                |  |
| 1980年（昭和55年） | 8,775人                                |  |
| 1985年（昭和60年） | 8,485人                                |  |
| 1990年（平成2年） | 7,874人                                |  |
| 1995年（平成7年） | 7,365人                                |  |
| 2000年（平成12年） | 7,212人                                |  |
| 2005年（平成17年） | 7,020人                                |  |
| 2010年（平成22年） | 6,653人                                |  |
| 2015年（平成27年） | 5,975人                                |  |
| 2020年（令和2年） | 5,517人                                |  |

## 教育

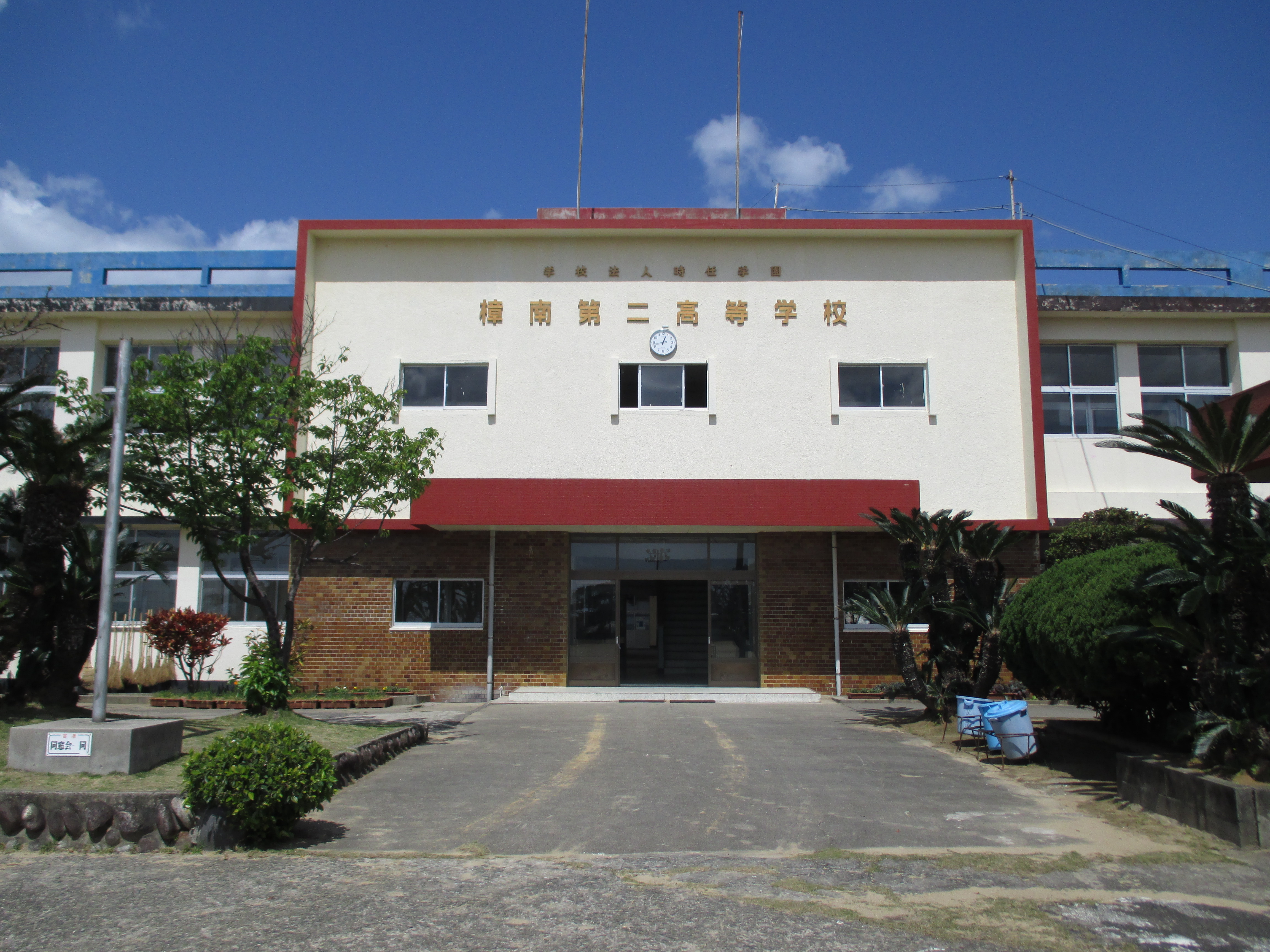
樟南第二高等学校

### 高等学校
私立
- 樟南第二高等学校

### 小・中学校
町立
- 天城町立天城中学校
- 天城町立北中学校
- 天城町立西阿木名小中学校
  - 三京分校（小学校のみ）
- 天城町立天城小学校
- 天城町立兼久小学校
- 天城町立岡前小学校
  - 与名間分校

## 交通

### 空港
徳之島空港（徳之島子宝空港）
- 日本航空（JAL）[3]
  - 鹿児島空港
  - 奄美空港
  - 沖永良部空港（2018年7月1日就航）
- 第一航空（FFC）
  - 沖永良部空港 - 那覇空港（休止中）

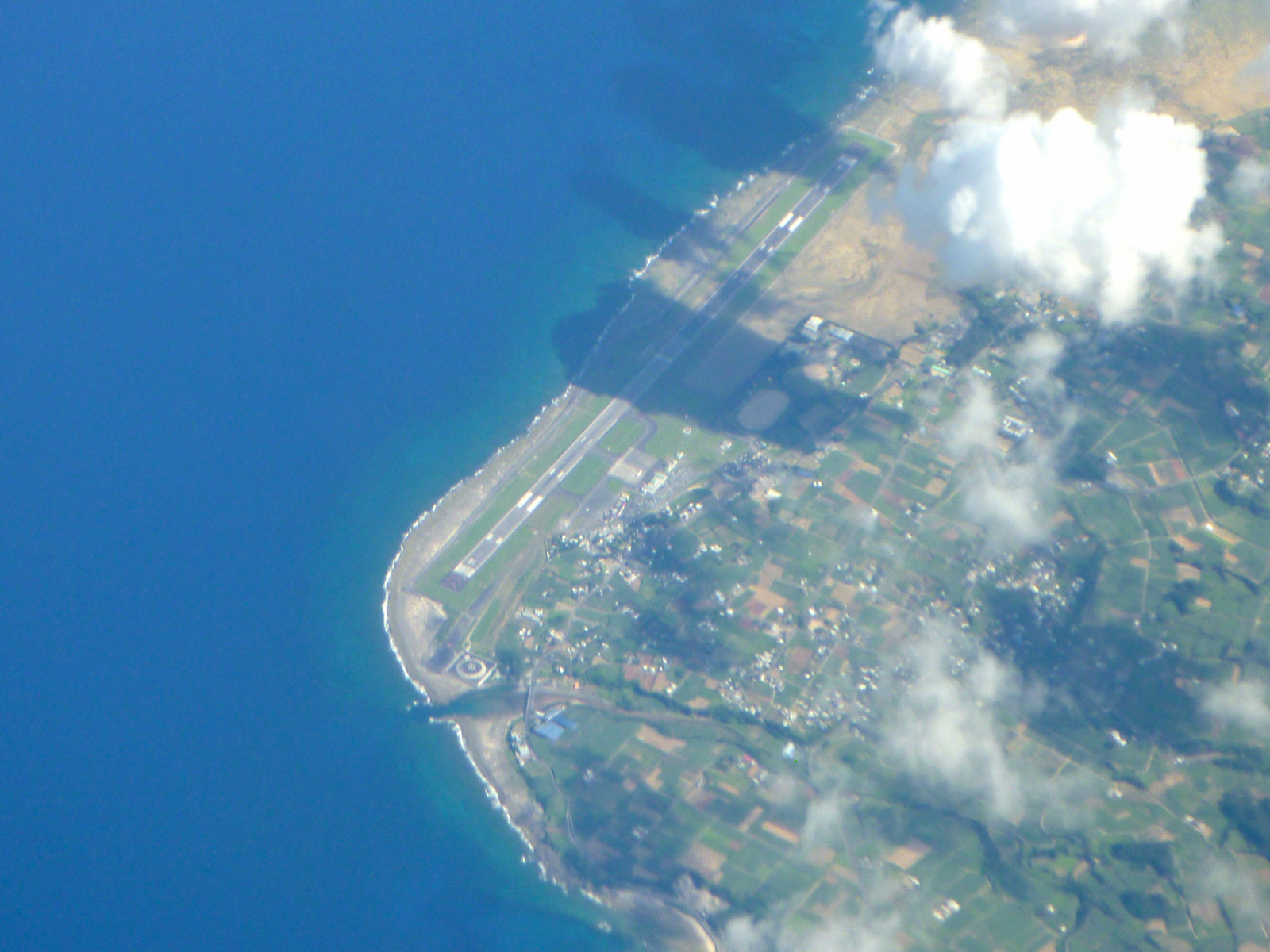
徳之島空港

※大阪国際空港への直通便は年末年始およびお盆期間のみ就航している。

### 港湾
平土野港
- 奄美海運（マルエーフェリー系列）

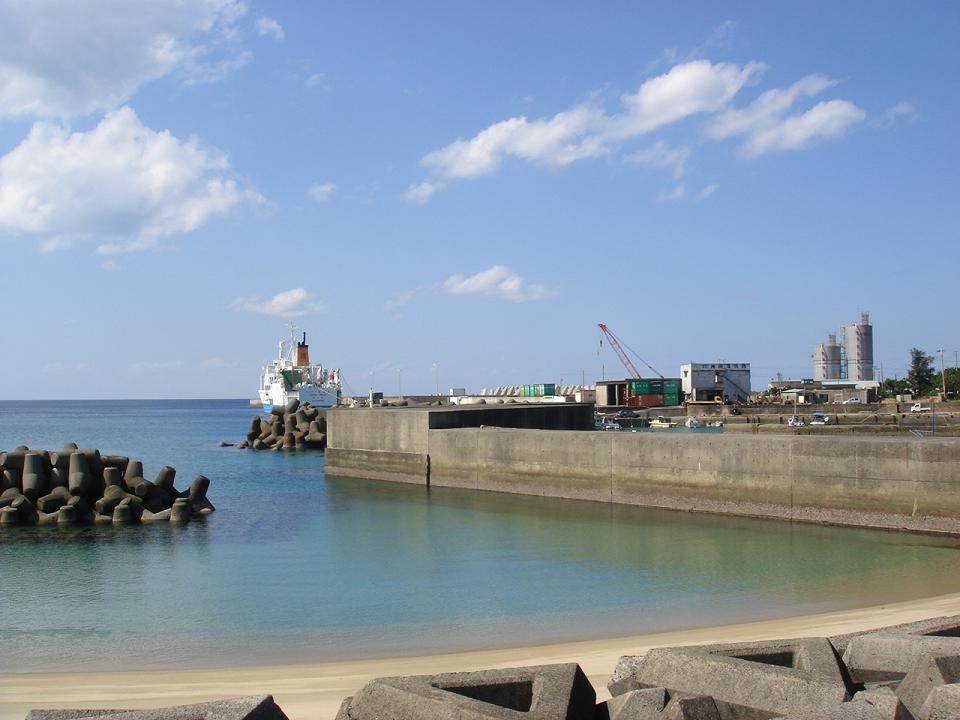
平土野港に停泊するフェリーあまみ

  - 鹿児島港（本港） - 喜界島（湾港） - 奄美大島（名瀬新港） - 奄美大島（古仁屋港） - 徳之島（平土野港） - 沖永良部島（知名港）

※その他の旅客航路は亀徳港（徳之島町）に寄港する。

### バス路線
- 徳之島総合陸運 - 隣の徳之島町および伊仙町との間を結ぶ路線を運行する。
  - 徳之島空港 - 平土野 - 母間 - 徳之島新港 - 亀津
  - 平土野 - 犬田布（伊仙町） - 伊仙 - 亀津
  - 町内デマンド

### 道路

#### 県道
主要地方道
- 鹿児島県道80号伊仙亀津徳之島空港線
- 鹿児島県道83号伊仙天城線
- 鹿児島県道618号松原轟木線
- 鹿児島県道629号花徳浅間線

## 名所・旧跡・観光スポット・祭事・催事

### 観光スポット
- 犬の門蓋
- ムシロ瀬
- 西郷南洲記念公園
- 戸森の線刻画
- ウンブキ(海底洞窟)
- 与名間海浜公園

- 犬の門蓋海岸
- 犬の門蓋のメガネ岩
- 犬の門蓋
- 与名間海浜公園（トライアスロンのスイム会場）

### 催事
- あまぎ祭り
- 闘牛
- トライアスロンIN徳之島大会

## 天城町出身の有名人
- 旭南海丈一郎（大相撲力士）
- 徳三宝（柔道家）
- 西見健吉（アマチュアレスリング選手）
- 桂楽珍（落語家）
- 禎一馬（シンガーソングライター、徳之島観光大使）
- 稲村公望（中央大学客員教授、元日本郵政公社常務理事）
- 武建一（全日本建設運輸連帯労働組合関西地区生コン支部執行委員長）
- 森田美咲(唄者2016年奄美民謡大賞受賞者あゆたーりメンバー)

### ゆかりの有名人
- 高橋尚子（マラソン選手） - 本町の与名間で合宿を行い、2000年シドニーオリンピックで金メダルを獲得。ランニング練習に使った与名間付近の県道は「尚子ロード」と呼ばれ、記念碑がある。
- 城南海（歌手、徳之島観光大使） - 中学生時代に本町の祖母宅に居住していた。
- 盛山正仁（衆議院議員、文部科学大臣） - 親が天城町瀬滝出身[4]。

## コラボ企画
10月8日よりYoutuberのねおとのコラボ企画として「ねお、町長になる～徳之島の天城町をバズらせろ！～」と題した全6話のドラマが順次公開されている。天城町、MBC南日本放送、太陽企画が共同で企画して作成している。